# Až přijde kocour
Až přijde kocour (bra: Um Dia, Um Gato) é um filme de drama tchecoslovaco de 1963 dirigido e escrito por Vojtěch Jasný. Estrelado por Jan Werich, Emília Vášáryová e Vlastimil Brodský, venceu o Prêmio do Júri do Festival de Cannes.

## Elenco
- Jan Werich - Oliva
- Emília Vášáryová - Diana
- Vlastimil Brodský - Robert
- Jirí Sovák - Diretor
- Vladimír Mensík
- Jirina Bohdalová - Julie
- Karel Effa - Janek
- Vlasta Chramostová - Marjánka
- Alena Kreuzmannová - Gossip
- Stella Zázvorková - Ruzena